# Better (Meghan Trainor)
Better è un singolo della cantante statunitense Meghan Trainor in collaborazione con il rapper Yo Gotti, il terzo estratto dal secondo album in studio Thank You. È stato pubblicato il 29 agosto 2016.

## Tracce
1. Better (featuring Yo Gotti) – 2:47